# ۱۷۷ (قمری)
۱۷۷ (قمری)، صد و هفتاد و هفتمین سال در گاهشماری هجری قمری است. اول محرم این سال برابر با بیست و دوم آوریل سال ۷۹۳ میلادی است.